# Melicope maxii
Melicope maxii är en vinruteväxtart som beskrevs av Thomas Gordon Hartley. Melicope maxii ingår i släktet Melicope och familjen vinruteväxter. Inga underarter finns listade i Catalogue of Life.